# Parthenos vulcanica
Parthenos vulcanica är en fjärilsart som beskrevs av Rothschild 1915. Parthenos vulcanica ingår i släktet Parthenos och familjen praktfjärilar. Inga underarter finns listade i Catalogue of Life.